# Онсиз Комп
Онсиз Комп (фр. Les Ancizes-Comps) насеље је и општина у централној Француској у региону Оверња, у департману Пиј де Дом која припада префектури Риом.
По подацима из 2011. године у општини је живело 1763 становника, а густина насељености је износила 83,16 становника/km². Општина се простире на површини од 21,2 km². Налази се на средњој надморској висини од 700 метара (максималној 742 m, а минималној 444 m).

## Демографија
| 1962. | 1968. | 1975. | 1982. | 1990. | 1999. | 2011. |
| ----- | ----- | ----- | ----- | ----- | ----- | ----- |
| 1.776 | 1.900 | 1.983 | 1.985 | 1.910 | 1.821 | 1.763 |

График промене броја становника у току последњих година